# 下八間堀悪水路
下八間堀悪水路（しもはっけんぼりあくすいろ）は、埼玉県吉川市、北葛飾郡松伏町を流れる農業排水路である。

## 概要
下八間堀悪水路は、吉川市大字上内川地域の農業排水を源とし（起点は大字上内川、東埼玉テクノポリスの東側付近）、他の農業排水を集め川幅を広げながら、大字川藤にて二郷半領用水路を伏越し、中川に排水される河川である。
本排水路は、庄内古川が大正、昭和初期に改修される以前の八間堀悪水路下流部の旧流路であり、名称も八間堀悪水路の下流部から取られている。

## 流路
- 起点：吉川市大字上内川

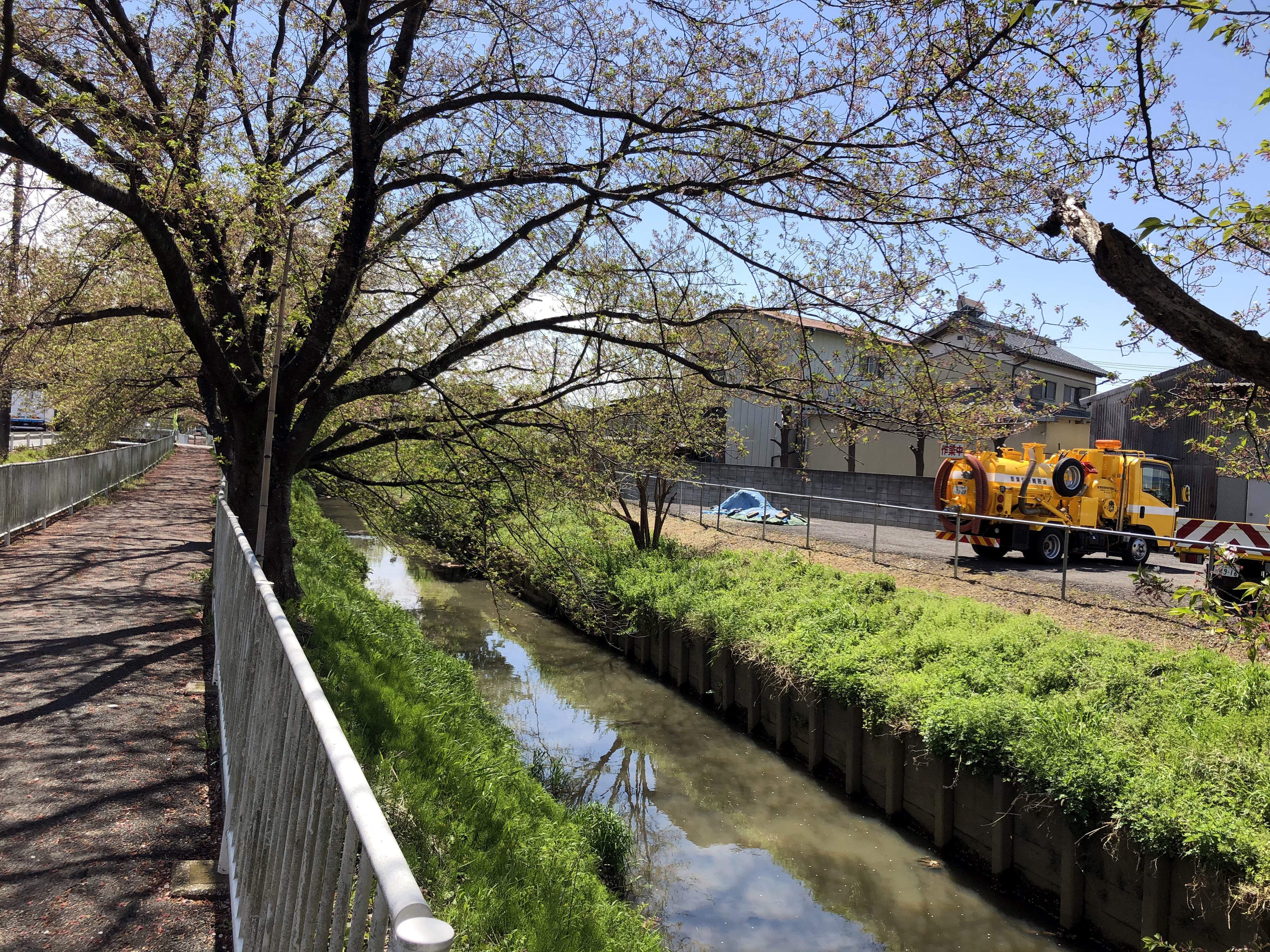
二郷半領用水路併流区間

- 東埼玉テクノポリスの東側を中用水路と併流しつつ、南南東方向へ流下
- 吉川市大字南広島、吉川市立旭小学校付近で中用水路と別れ、南西方向へ流下
- 埼玉県道378号中井松伏線広島橋にて、元用水路が渡河
- 吉川市大字南広島と松伏町下赤岩の境界付近より南下
- 松伏町下赤岩と吉川市大字川藤の境界付近、"かちばし"にて二郷半領用水路を伏越し、約600m程二郷半領用水路と併流する
- 木売落伏越し付近で二郷半領用水路と別れ、木売落と併流しつつ南西方向へ流下
- 下八間堀樋管にて中川へ放流
- 終点：中川

## 流域の自治体
埼玉県
吉川市、北葛飾郡松伏町

## 河川施設
- 東埼玉テクノポリス調整池[3][4]
- 二郷半領用水路伏越し
- 下八間堀樋管[5]

## 橋梁
上流から
- 広島橋（埼玉県道378号中井松伏線）
- かちばし
- （東京都道・埼玉県道67号葛飾吉川松伏線）

※その他名称不明の橋も多くある

## 周辺の施設
上流から
- 東埼玉テクノポリス
- 吉川旭球場
- 東京ガス 吉川バルブステーション
- 吉川市立旭小学校
- JAさいかつ旭支店
- 中川の郷療育センター
- 木売落排水機場